# Bulbul pitgroc
El bulbul pitgroc (Chlorocichla flaviventris) és una espècie d'ocell de la família dels picnonòtids (Pycnonotidae). Es troba a Angola, Bostwana, República Democràtica del Congo, Kenya, Malawi, Moçambic, Namíbia, Somàlia, Sud-àfrica, Tanzània, Zàmbia i Zimbàbue. Els seus hàbitats principals són els boscos tropicals i subtropicals de frondoses secs, els boscos tropicals i subtropicals de frondoses humits de les terres baixes, la sabana seca, els matollars secs i els humids tropicals i subtropicals, els jardins rurals i les àrees forestals fortament degradades. El seu estat de conservació es considera de risc mínim.